# Hygronemobius nigrofasciatus
Hygronemobius nigrofasciatus är en insektsart som beskrevs av Desutter-grandcolas 1993. Hygronemobius nigrofasciatus ingår i släktet Hygronemobius och familjen syrsor. Inga underarter finns listade i Catalogue of Life.